# Джон Хаглінгс Джексон
Джон Хаглінгс Джексон, ФРС (4 квітня 1835 — 7 жовтня 1911) — англійський невролог. Найбільш відомий своїми дослідженнями епілепсії та як співзасновник журналу Brain. Був членом Лондонського Королівського Товариства.

## Біографія
Він народився в Провіденс-Грін, Грін-Гаммертон, поблизу Гаррогіта, Йоркшир, як молодший син Семюеля Джексона, пивовара та йомена, який володів і обробляв свою землю, і Сари Джексон (уроджена Хьюлінгс), доньки валлійського збирача доходів. Його мати померла трохи більше ніж через рік після його народження. Мав трьох братів і сестру; його брати емігрували до Нової Зеландії, а сестра вийшла заміж за лікаря. Він здобув освіту в Тадкастері, графство Йоркшир, і в Нейлсворті, графство Глостершир, перш ніж відвідати Йоркську медичну та хірургічну школу. Отримавши кваліфікацію в Лікарні Святого Варфоломія в 1856 році, він став домашнім лікарем в Йоркському диспансері.
У 1859 році він повернувся до Лондона, щоб працювати в Metropolitan Free Hospital і Лондонській Королівській Лікарні. У 1862 році він був призначений помічником лікаря, пізніше (1869) лікарем у Національній лікарні паралічу та епілепсії, розташованій на Квін-сквер, Лондон (нині Національна лікарня неврології та нейрохірургії), а також лікарем (1874) у Лондонській (Королівській) лікарні. У цей період він зарекомендував себе як невролог. У 1878 році він був обраний членом Королівського товариства.

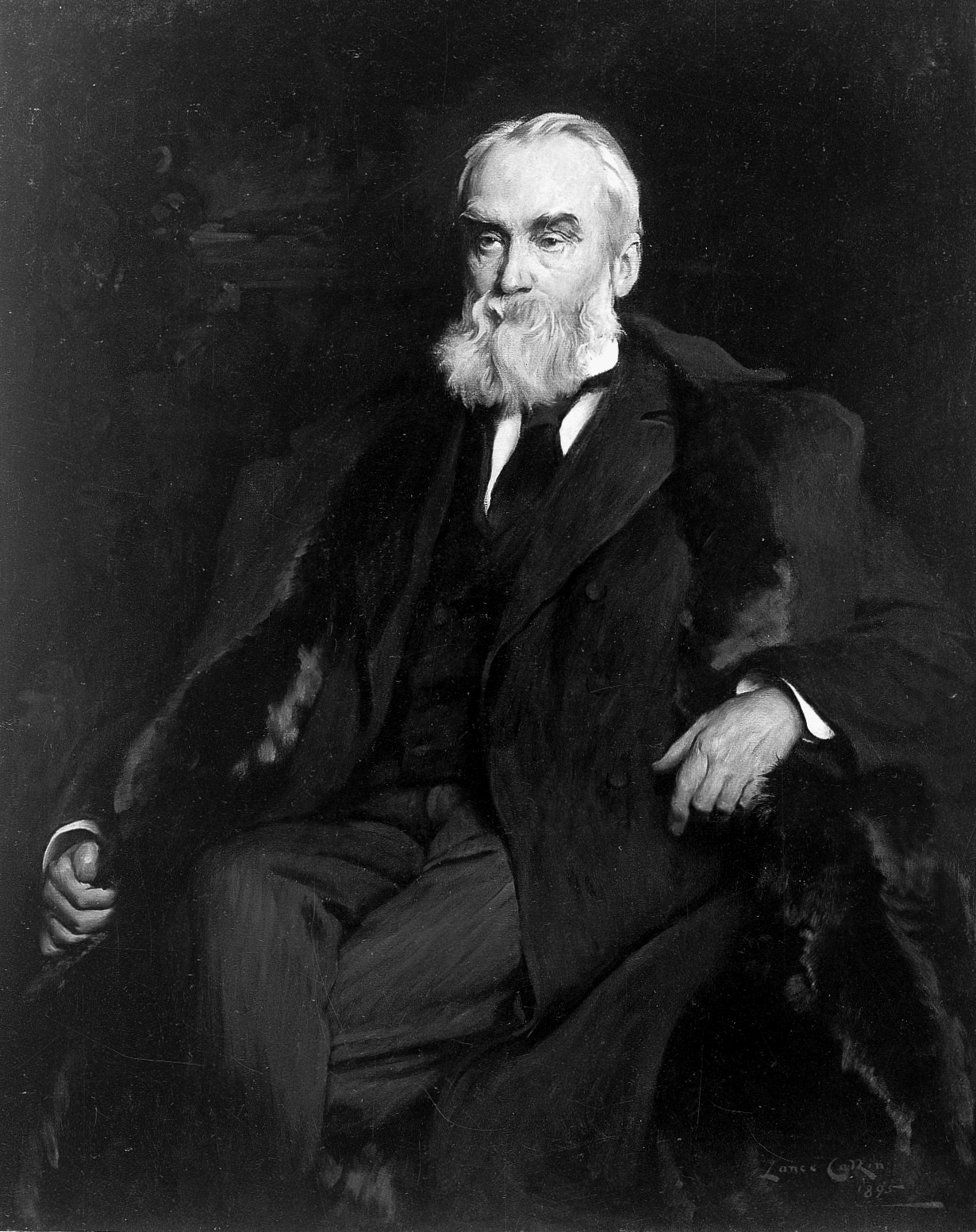
Портрет Джона Хаглінгса Джексона роботи

Джексон помер у Лондоні 7 жовтня 1911 року і був похований на західній стороні Хайгейтського кладовища. Він був атеїстом. На його честь названо будівлю медичної школи Халл-Йорка при Йоркському університеті.

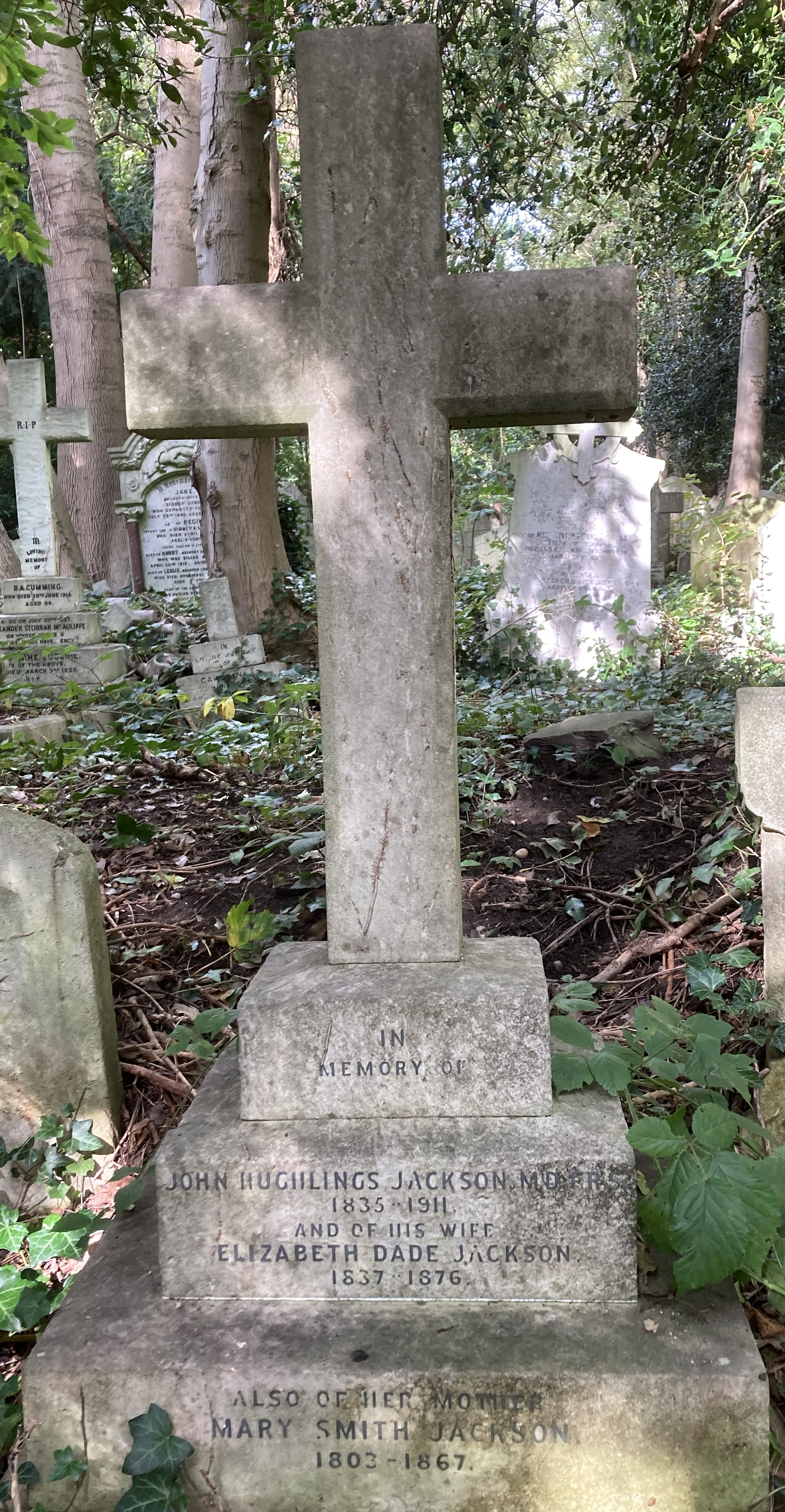
Могила Джона Хьюлінгса Джексона на Хайгейтському кладовищі

## Наука та дослідження

Бюст Джона Хьюлінгса Джексона, резидента в Лондоні

Джексон був новаторським мислителем, і плідним і чітким, хоча іноді і повторюваним, письменником. Незважаючи на те, що коло його інтересів був широким, його найбільше запам'ятали за його фундаментальний внесок у діагностику та розуміння епілепсії в усіх її формах і складностях. Його ім'я пов'язане з епонімом характерного «маршу» (The Jacksonian March) симптомів фокальних моторних нападів і так званого «сонного стану» психомоторних нападів скроневої частки. Його роботи про останній різновид епілепсії рідко були кращими в описових клінічних деталях або в аналізі зв'язку психомоторної епілепсії з різними моделями патологічного автоматизму та іншими психічними та поведінковими розладами.
Джексон також досліджував афазію, зазначивши, що деякі діти з афазією вміли співати, навіть якщо вони втратили здатність до звичайної мови. Він також досліджував, які типи втрати мови були виявлені у пацієнтів з ушкодженням лівого мозку, включаючи усталені фрази, такі як «До побачення» та «О, дорогий».
У молодості Джексон цікавився концептуальними питаннями, і вважається, що в 1859 році він обмірковував ідею відмовитися від медицини заради філософії. Таким чином, важлива частина його роботи стосувалася еволюційної організації нервової системи, для якої він запропонував три рівні: нижчий, середній і вищий. На найнижчому рівні рухи мали бути представлені в найменш складній формі; такі центри знаходяться в довгастому і спинному мозку. Середній рівень складається з так званої моторної зони кори, а найвищі моторні рівні знаходяться в префронтальній зоні.
Вищі центри гальмували нижчі, і, отже, пошкодження в них викликали «негативні» симптоми (через відсутність функції). «Позитивні» симптоми були викликані функціональним звільненням нижніх центрів. Цей процес Джексон назвав «розчиненням», термін, який він запозичив у Герберта Спенсера. Розрізнення «позитивне-негативне» він узяв у сера Джона Рейнольдса.
Континентальні психіатри та психологи (наприклад, Теодюль Рібо, П'єр Жане, Зигмунд Фрейд, Анрі Ей) зазнали більшого впливу теоретичних ідей Джексона, ніж їхні британські колеги. У 1980-х роках було введено розрізнення «позитивно-негативно» щодо симптомів шизофренії.
Він був одним із небагатьох лікарів, які читали лекції Гулстона (1869), Круна (1884) і Люмлея (1890) у Королівському коледжі лікарів. Він також виголосив Мисливську промову 1872 року до Хантерівського товариства (імені Джона Хантера).

### Методологія
Джексон не міг використовувати сучасну складну технологію нейродослідження (вона не була винайдена), а мав покладатися на власні сили клінічного спостереження, дедуктивну логіку та дані розтину. Деякі з його видатних наступників у галузі британської неврології критично ставилися до багатьох його теорій і концепцій; але, як зауважив сер Френсіс Уолш про свою роботу в 1943 році, «… коли все, що застаріло або не має значення, відкидається, залишається багатий скарб фізіологічного розуміння, який ми не можемо дозволити собі ігнорувати».
У свому дослідженні моторної кори Отфрід Ферстер посилається виключно на Хьюлінгса Джексона для початкового відкриття (хоча без доказів) мозку як джерела неврологічної моторної сигналізації.

## Внески
Разом зі своїми друзями сером Девідом Феррієром і сером сером Джеймсом Крайтоном-Брауном, двома видатними нейропсихіатрами свого часу, Джексон був одним із засновників важливого журналу Brain, який був присвячений взаємодії між експериментальною та клінічною неврологією (публікується й сьогодні — один з найавторитетніших журналів в сфері нейронаук та неврології). Його перший номер вийшов у 1878 році.
У 1892 році Джексон був одним із членів-засновників Національного товариства працевлаштування хворих на епілепсію (нині Національне товариство епілепсії), разом із сером Вільямом Гауерсом і сером Девідом Феррієром.
Олівер Сакс неодноразово цитував Джексона як джерело натхнення у своїй неврологічній роботі.